# Ole Ritter
Ole Jørgen Phister Ritter (Slagelse, 29 augustus 1941) is een voormalig Deens wielrenner. Zijn grootste prestatie was het verbeteren van het werelduurrecord in 1968.
Op de Olympische Spelen van 1964 in Tokio vertegenwoordigde hij op 23-jarige leeftijd Denemarken bij het tijdrijden en de wegwedstrijd. Bij het tijdrijden werd hij zevende in 2:29.10,33 en bij de wegwedstrijd eindigde hij op een 74e plaats.

## Belangrijkste overwinningen
1965
- 1e etappe Sex-Dagars
- Eindklassement Sex-Dagars
- 5e etappe deel a Sex-Dagars

1967
- 16e etappe Ronde van Italië

1968
- Trofeo Matteotti
- Werelduurrecord

1969
- 17e etappe Ronde van Italië
- 6e etappe Ronde van Sardinië

1970
- 2e etappe Parijs-Nice
- Grote Prijs Forlì
- GP Lugano

1971
- 20b etappe Ronde van Italië
- 5e etappe Ronde van Sardinië

1972
- GP Diessenhofen

1974
- 3e etappe Ronde van Apulië
- GP Lugano

## Resultaten in voornaamste wedstrijden
| Jaar | Ronde van Italië | Ronde van Frankrijk | Ronde van Spanje |
| ---- | ---------------- | ------------------- | ---------------- |
| 1967 | opgave (1)       |                     |                  |
| 1968 | 48e              |                     |                  |
| 1969 | opgave (1)       |                     |                  |
| 1970 | 9e               |                     |                  |
| 1971 | 24e (1)          |                     |                  |
| 1972 | 11e              |                     |                  |
| 1973 | 7e               |                     |                  |
| 1974 | opgave           |                     |                  |
| 1975 |                  | 47e                 |                  |
| 1976 | opgave           |                     |                  |

| Jaar | Milaan-San Remo | Gent-Wevelgem | Ronde van Vlaanderen | Parijs-Roubaix | Ronde van Lombardije |  | WK op de weg |
| ---- | --------------- | ------------- | -------------------- | -------------- | -------------------- |  | ------------ |
| 1967 |                 |               |                      |                |                      |  | 43e          |
| 1968 |                 |               |                      |                |                      |  | opgave       |
| 1969 |                 |               |                      |                | 14e                  |  |              |
| 1970 |                 |               |                      |                | 6e                   |  | 40e          |
| 1971 |                 | 38e           | 9e                   |                |                      |  | 9e           |
| 1972 |                 | 23e           |                      | 9e             | 12e                  |  | opgave       |
| 1973 | 59e             |               |                      | 15e            |                      |  | 13e          |
| 1974 |                 |               |                      |                | 9e                   |  | opgave       |
| 1975 | 85e             |               |                      | 20e            |                      |  | opgave       |
| 1976 | 32e             |               |                      | 19e            |                      |  |              |

## Ploegen
- 1967 - Germanvox-Wega
- 1968 - Germanvox-Wega
- 1969 - Germanvox-Wega
- 1970 - Germanvox-Coppi
- 1971 - Dreher
- 1972 - Dreher
- 1973 - Bianchi-Campagnolo
- 1974 - Filotex
- 1975 - Filotex
- 1976 - Sanson
- 1977 - Sanson
- 1978 - Individuele sponsor